# Blainville-Crevon
Blainville-Crevon is een gemeente in het Franse departement Seine-Maritime (regio Normandië) en telt 1113 inwoners (1999). De plaats maakt deel uit van het arrondissement Rouen.

## Geografie
De oppervlakte van Blainville-Crevon bedraagt 14,8 km², de bevolkingsdichtheid is 75,2 inwoners per km².
De onderstaande kaart toont de ligging van Blainville-Crevon met de belangrijkste infrastructuur en aangrenzende gemeenten.

## Demografie
Onderstaande figuur toont het verloop van het inwonertal (bron: INSEE-tellingen).

## Geboren in Blainville-Crevon
- Marcel Duchamp (1887-1968), Frans kunstenaar